# Albano Vercellese
Albano Vercellese je italská obec v provincii Vercelli v oblasti Piemont.
K 31. prosinci 2011 zde žilo 340 obyvatel.

## Sousední obce
Collobiano, Greggio, Oldenico, San Nazzaro Sesia (NO), Villarboit